# Al Ries
Al Ries foi um profissional e autor da área de marketing.
Era também co-fundador da Ries & Ries juntamente com sua filha Laura Ries. Aliado de Jack Trout, Ries cunhou o termo Posicionamento, que define formas de criar e fixar a marca de um produto na mente dos consumidores.